# فرودگاه بیگل اسکای رنچ
فرودگاه بیگل اسکای رنچ (به انگلیسی: Beagle Sky Ranch Airport) یک فرودگاه خصوصی است که یک باند فرود چمن و خاک دارد و طول باند آن ۹۱۴ متر است. این فرودگاه در شهر مدفود، اورگن کشور ایالات متحده آمریکا قرار دارد و در ارتفاع ۴۳۷ متری از سطح دریا واقع شده‌است.